# (100264) 1994 TS11
(100264) 1994 TS11 es un asteroide perteneciente al cinturón de asteroides, descubierto el 10 de octubre de 1994 por el equipo del Spacewatch desde el Observatorio Nacional de Kitt Peak, Arizona, Estados Unidos.

## Designación y nombre
Designado provisionalmente como 1994 TS11.

## Características orbitales
1994 TS11 está situado a una distancia media del Sol de 2,555 ua, pudiendo alejarse hasta 2,624 ua y acercarse hasta 2,487 ua. Su excentricidad es 0,026 y la inclinación orbital 1,749 grados. Emplea 1492 días en completar una órbita alrededor del Sol.

## Características físicas
La magnitud absoluta de 1994 TS11 es 16,1.